# Dépendance à l'automobile
 (août 2017).

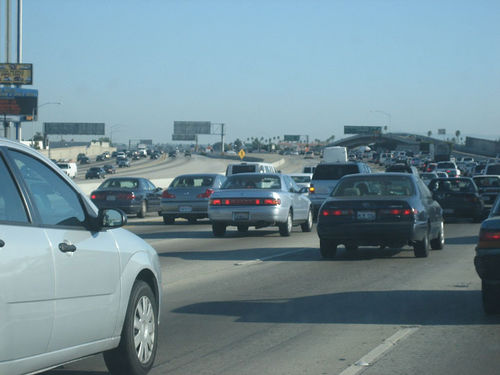
Les États-Unis sont le pays où les citoyens semblent le plus dépendants de l'automobile (ici le trafic automobile à Los Angeles).

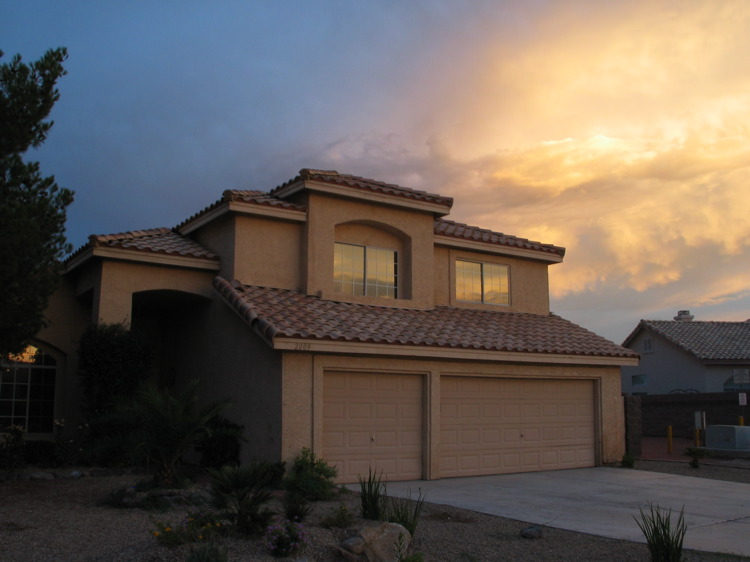
Aux États-Unis, la dépendance à la voiture se manifeste notamment par l'importance croissante des garages dans l'habitat pavillonnaire.

La dépendance à l'automobile est un phénomène mondial fondé sur la perception sociale et psychologique de la nécessité de l'utilisation de la voiture pour chaque trajet. Elle se manifeste surtout dans des contextes d'étalement urbain et en temps de crise, lorsque le prix des carburants augmentent significativement (pic pétrolier et/ou contexte international géopolitique.
Elle fait partie de la dépendance motorisée.

## Définition

### Principe
Cette notion de dépendance s'explique par la loi des rendements décroissants : plus l'utilisation augmente, plus l'effet désiré diminue, jusqu'à un point où la prise doit être régulière pour rester dans un état normal, créant ainsi un état de dépendance.

### Facteurs d'explication
L'étude de Kenworthy et Laube en 1999 et Dupuy en 1999,, explique la dépendance à l'automobile par deux phénomènes : 
- Le premier phénomène est surtout constaté dans les banlieues, les zones pavillonnaires périurbaines[5],[6], mais aussi les campagnes où l'automobile est souvent le seul moyen de transport ou le moyen prédominant pour l'accès aux services[7],[8],[9] (surtout pour les familles avec enfant, ou pour les personnes âgées qui ont plus de mal à marcher)[10], réduisant ainsi le libre choix des résidents quant à leur manière de se déplacer. Elle est notamment due aux formes urbaines développées depuis l'apparition de l'automobile, au service de cette dernière, qui ont souvent, durant plus d'un siècle peu à peu exclu ou mis au second rang les autres formes de mobilités : étalement urbain[11].

- Le second, relevant plus de la sociologie, voire d'une sociopsychologie de l'automobile[12], est une dépendance psychologique à l'automobile (ou à un certain type d'automobile liée à l'image et au statut social, voiture chère, sportive, SUV, 4 × 4, de collection, etc.). Il peut susciter du déni, notamment face au dérèglement climatique, auquel la voiture contribue très significativement[13]

## La voiture devenue indispensable
Selon le Commissariat général au développement durable, en France en 2010, en moyenne 81 % des ménages ont au moins une voiture, utilisée dans 65 % des déplacements pour 70 % des kilomètres parcourus

## La voiture comme «drogue»
La notion de dépendance à l'automobile peut aussi porter sur une addiction (ou assuétude) vis-à-vis de l'automobile, entretenue par une abondante publicité, souvent de plus en plus ciblée, et par un certain « cynisme de l'urbanisme contemporain », selon Newman et al. (1995); ainsi qu'en lien complexe avec la sédentarité, l'inactivité physique, et la dépendance aux écrans.
De nombreux sondages ont montré que si beaucoup de citoyens se disent prêts à modifier leur comportement pour améliorer ou sauver l'environnement, ils évoquent plutôt le tri des déchets, la réduction du gaspillage d'eau, d'électricité ou de nourriture, l'alimentation bio, mais oublient la voiture. « Face à leurs contradictions, certains arguent même ne pas être directement responsables du réchauffement climatique, les avions, les bateaux et le transport de marchandises provoquant davantage d’externalités que leurs déplacements quotidiens ». Une enquête socio-psychologique parue en 2020 montre que la sensibilité environnementale varie selon qu'on possède ou non une voiture, faisant dire aux auteurs de cette enquête que la voiture est une sorte d'« impensable » ou d'« impensé de la conversion écologique ». Une analogie est donc souvent faite avec l'addiction à certaines substances psychoactives et/ou à des activités nuisibles pour la santé, l'environnement ou le corps social. 
Cette approche sous-entend aussi que les arguments rationnels, écologiques ou rhétoriques politiques ne peuvent parfois pas convaincre (en tous cas de la même façon ou partout) les populations ou citoyens pensant que la voiture leur est absolument nécessaire. Ces arguments, notamment nécessaires à une politique de réduction de la motorisation dans les centres et hypercentres, gagneraient selon à mieux intégrer l'inclusivité sociale, comme en France la Loi d'orientation des mobilités du 24 décembre 2019 l’a récemment évoquée.

## Tendances

### Dans le monde
Au XXIe siècle, l'automobile tend à devenir un fardeau dans la ville dense, mais l'industrie automobile propose de la rendre intelligente, voire autonome. Le télétravail ainsi que l'explosion de la vente en ligne en diminuent la nécessité dans certains contextes.
Par ailleurs, la conscience de l'importance de l'empreinte carbone de l'auto progresse dans la société, mais les industriels tentent de conserver la place de l'automobile en électrifiant sa motorisation (avec un bilan coûts-avantages encore très incertain).
Dans certains pays et surtout depuis les crises pétrolières, les pouvoirs publics ont essayé de réguler cette dépendance, à travers des politiques publiques d’investissement dans les transports en commun et les transports doux et l'intermodalité, de pénalisation participative (ex. : écotaxe, péage urbain) et d'incitation (autopartage, covoiturage, copropriété, gratuité des transports en commun). Ces politiques ont eu des effets souvent très limités.

### En France
Gabriel Dupuy, spécialiste français du sujet (université Paris 1 Panthéon Sorbonne, CNRS) note que le mouvement des gilets jaunes a ouvert les yeux de beaucoup à l'égard de la dépendance à l'automobile (Collectif, 2019). « En occupant les ronds-points, les « gilets jaunes » ont montré où se situaient leurs territoires. [...] Ils ont confirmé enfin qu’ils étaient bien dépendants de l’automobile. Les solutions qui permettraient de sortir de la dépendance en redéfinissant des territoires sans automobile mènent à des impasses. C’est donc l’automobile elle-même qu’il faut mettre en cause. [...] La voiture reste plus que jamais le moyen d’atteindre autre chose : espaces de faible densité parsemés de domiciles, de services et d’emplois. »